# Stelios Poulianitīs
Stylianos Poulianitīs, detto Stelios (in greco Στυλιανός "Στέλιος" Πουλιανίτης?; Salonicco, 3 aprile 1995), è un cestista greco.